# Siegmundsburg
Siegmundsburg is een ortsteil van de Duitse gemeente Neuhaus am Rennweg in de deelstaat Thüringen. Tot 31 december 2012 was Siegmundsburg een zelfstandige gemeente in de Landkreis Sonneberg.